# Варга (насеље)
Варга (мађ. Varga) је општина (село) у котару Шашд, у Барањској жупанији у Мађарској.

## Историја
Насеље (Varga) се први пут спомиње 1542. године. Само име говори о тадашњој главној делатности села, Варга — производња коже и обуће. Село је такође имало право на производњу вина и узгој винове лозе (грожђа).

## Демографија
У Варги живи 141 становник, према проценама из 2006. године, што овом насељу даје густину насељености од 16,74 становника по km².
| Година | Број становника |
| ------ | --------------- |
| 1930.  | 445             |
| 1996.  | 142             |
| 2002.  | 135             |
| 2006.  | 141             |

### Попис1910.
| Варга | Варга                                                   |
| --- | ------------------------------------------------------- |
| језик | вера                                                    |
| <div style="border:solid transparent;position:absolute;width:100px;line-height:0; укупно: 476 Мађарски 476 (100%) - (-%) | укупно: 476 Римокатолици 474 (99,57%) Јевреји 2 (0,42%) |

## Географија
Варга захвата површину од 8,36 km². Село се налази на пола пута између Печуја и Капошвара, поред ауто-пута број 66, 5 km источно од општинског насеља Шашд.

## Знаменитости
У насељу постоји неоготска архитектурна црква, а ту је и спомен кућа мађарског писца Шандора Шашдија (мађ. Sásdi Sándor). Такође је развијен сеоски туризам.